# Jorquera
Jorquera község Spanyolországban, Albacete tartományban. Lakosainak száma 358 fő (2024).

## Földrajza
Jorquera Abengibre, La Recueja, Villavaliente, Casas de Juan Núñez, Valdeganga, Fuentealbilla, Alatoz és Pozo-Lorente községekkel határos.

## Népesség
A település lakosságának változását az alábbi diagram mutatja:
| Lakosok száma | 552  | 520  | 494  | 477  | 440  | 408  | 377  | 355  | 363  | 358  |
|               | 2001 | 2004 | 2006 | 2009 | 2011 | 2014 | 2016 | 2019 | 2021 | 2024 |